# Óscar Ladoire
Óscar Ladoire Montero (Madrid, 1 de abril de 1954) es un actor, director y guionista español.

## Biografía
Hijo de madre española, Conchita, y de padre francés, Óscar fue educado en el Liceo Francés de Madrid. Su primera aparición en televisión, siendo niño aún, fue haciendo juegos de magia. Su hijo, León Ladoire, también es actor.
Estudió en la Facultad de Ciencias de la Información de Madrid, donde formó parte del grupo Escuela de Yucatán, y junto a otros estudiantes, como Fernando Trueba o Antonio Resines, crean la revista especializada en cine Casablanca. En esta publicación, Ladoire se introduce en el mundo del cine, ejerciendo de crítico y compaginando esta labor con su participación en cortos.
Se dio a conocer cuando protagonizó y colaboró en el guion del primer largometraje de Fernando Trueba como director, Ópera prima (1980). Con esta actuación consiguió el premio de interpretación del Festival Internacional de Cine de Venecia. Un año más tarde, combinó el camino de la interpretación con el de la dirección, y estrenó su primer largometraje, A contratiempo, que consiguió el premio del Ministerio de Cultura.
En 1987 dirigió su segunda película Esa cosa con plumas, y siguió actuando en films como Las edades de Lulú (1990), Alegre ma non troppo (1994), Carreteras secundarias (1997), Manolito Gafotas ¡Mola ser jefe! (2001) y Pagafantas (2009).
En teatro destaca su interpretación en la obra Mujer busca hombre que aún no existe (2008), una comedia escrita y dirigida por Eloy Arenas.
Hizo su primera incursión en la televisión como presentador del programa A media voz y más tarde, en noviembre de 1995, empezó a rodar la serie Carmen y familia, su primer trabajo como director en televisión. En 2001 se lo vio interpretando al Alquimista en el concurso de Telecinco Fort Boyard. También colaboró como concursante en la segunda edición del programa ¡Mira quién baila!
Entre 2010 y 2012 trabajó en la serie de Antena 3 Los protegidos, interpretando a Antonio Ruano.
En 2015 se incorpora a la serie de Antena 3 Amar es para siempre, donde interpreta al comisario Germán Arratia.

## Filmografía parcial
- Ópera prima (Fernando Trueba, 1980)
- Patrimonio nacional (Luis García Berlanga, 1981)
- A contratiempo (Óscar Ladoire, 1982)
- Bajo en nicotina (Raúl Artigot, 1984)
- La noche más hermosa (Manuel Gutiérrez Aragón, 1984)
- Sal gorda (Fernando Trueba, 1984)
- Marbella, un golpe de cinco estrellas (Miguel Hermoso, 1985)
- El viaje a ninguna parte (Fernando Fernán Gómez, 1986)
- ¡Biba la banda! (Ricardo Palacios, 1987)
- Las edades de Lulú (Bigas Luna, 1990)
- Disparate nacional (Mariano Ozores, 1990)
- Krapatchouk (Enrique Gabriel, 1992)
- Pelotazo nacional (Mariano Ozores, 1993)
- Cartas desde Huesca (Antonio Artero, 1993)
- Alegre ma non troppo (Fernando Colomo, 1994)
- Morirás en Chafarinas (Pedro Olea, 1995)
- En la puta calle (Enrique Gabriel, 1997)
- Carreteras secundarias (Emilio Martínez Lázaro, 1997)
- Sueños en la mitad del mundo (Carlos Naranjo Estrella, 1998)
- No respires: El amor está en el aire (Joan Potau, 1999)
- Alla rivoluzione sulla due cavalli (Maurizio Sciarra, 2001)
- Manolito Gafotas en ¡Mola ser jefe! (Joan Potau, 2001)
- El lado oscuro (Luciano Berriatúa, 2002)
- Esta noche, no (Álvaro Sáenz de Heredia, 2002)
- El furgón (Benito Rabal, 2003)
- Café Express (serie) (Jesús, 2003)
- Obsesión (serie) (Paco, 2005)
- Pagafantas (Borja Cobeaga, 2009)
- Los protegidos (serie) (Antonio Ruano, 2010-2012)
- Amar es para siempre (serie) (Germán Arratia, 2015)
- Tenemos que hablar (David Serrano, 2016)
- Buscando el norte (serie) (Ramón Ruiz, 2016)
- Veneno (serie) (Don José, 2020)
- Los protegidos: El regreso (serie) (Antonio Ruano, 2021)
- Dos años y un día (serie) (Javier Aguirre, 2022)
- Déjate ver (serie) (Atilino, 2023)
- Tratamos demasiado bien a las mujeres (Clara Bilbao, 2024)

## Premios y candidaturas
Premios Anuales de la Academia "Goya"
| Año  | Categoría                                 | Película             | Resultado | Ref.  |
| ---- | ----------------------------------------- | -------------------- | --------- | ----- |
| 1994 | Mejor interpretación masculina de reparto | Alegre ma non troppo | Candidato | [ 2 ] |

Premios Fotogramas de Plata
| Año  | Categoría                        | Película    | Resultado | Ref.  |
| ---- | -------------------------------- | ----------- | --------- | ----- |
| 1980 | Mejor intérprete de cine español | Ópera prima | Ganador   | [ 2 ] |

Premios Sant Jordi
| Año  | Categoría           | Película   | Resultado | Ref.  |
| ---- | ------------------- | ---------- | --------- | ----- |
| 2009 | Mejor actor español | Pagafantas | Ganador   | [ 3 ] |

Festival Internacional de Cine de Venecia
| Año  | Categoría   | Película    | Resultado | Ref.        |
| ---- | ----------- | ----------- | --------- | ----------- |
| 1980 | Mejor actor | Ópera prima | Ganador   | [ 2 ] [ 1 ] |